# Макги, Фрэнк
Фрэнсис Кларенс (Фрэнк) Макги (англ. Francis Clarence 'Frank' McGee; 4 ноября 1880, Оттава, Онтарио — 16 сентября 1916, Курселетт, Сомма, Франция) — канадский хоккеист, регбист и хоккейный рефери. Обладатель рекорда Кубка Стэнли по количеству голов в одной игре, один из первых девяти членов Зала хоккейной славы (1945), член Зала спортивной славы Онтарио (1966).

## Семья и гражданская карьера
Фрэнсис Кларенс Макги родился в 1880 году во влиятельной оттавской семье. Его дядя со стороны отца, Томас Д’арси Макги, убитый ещё до рождения Фрэнка, был одним из отцов-основателей Канадской конфедерации; отец Фрэнка, Джон Джозеф Макги, вскоре после его рождения получил назначение на правительственный пост, став клерком Ведомства Тайного совета (должность советника премьер-министра и генерал-губернатора, соответствующая посту заместителя министра). По окончании учёбы Фрэнк остался жить в Оттаве, где работал в департаменте по делам индейцев.

## Спортивная карьера
Фрэнк Макги был отличным спортсменом, участвовавшим в соревнованиях по лакроссу, регби и хоккею. Как регбист он завоевал титул чемпиона Канады 1898 года в составе сборной Оттавы. Однако его спортивная карьера едва не завершилась уже к двадцати годам: в ходе благотворительного хоккейного матча в Хоксбери в 1900 году он получил удар клюшкой по левому глазу, который остался слепым до конца жизни. Не желая расставаться со спортом, Макги стал хоккейным рефери, но уже в январе 1903 года вернулся на лёд в составе хоккейного клуба Оттавы, выступавшего в Канадской любительской хоккейной лиге.
В первом же матче за свою новую команду Одноглазый Фрэнк забросил две шайбы, и оттавский клуб победил соперников из Монреаля со счётом 7:1. Газета Ottawa Citizen в репортаже, посвящённом этой игре, сообщала, что Макги, игравший в центре нападения, неизменно выигрывал вбрасывание и постоянно вёл борьбу за шайбу. Спустя несколько недель Макги забросил пять шайб в матче с другой квебекской командой — «Монреаль Викториас», закончившемся победой оттавского клуба с минимальным перевесом 7:6. В конце сезона оттавская команда завоевала Кубок Стэнли в плей-офф против «Викториас», а затем отстояла этот трофей в серии вызова против соперников из Рат-Портажа. После победного сезона каждый игрок оттавского клуба получил от его руководства серебряный самородок, после чего команда стала известна как «Оттава Силвер Севен» (англ. Ottawa Silver Seven — «Оттавская Серебряная Семёрка»).

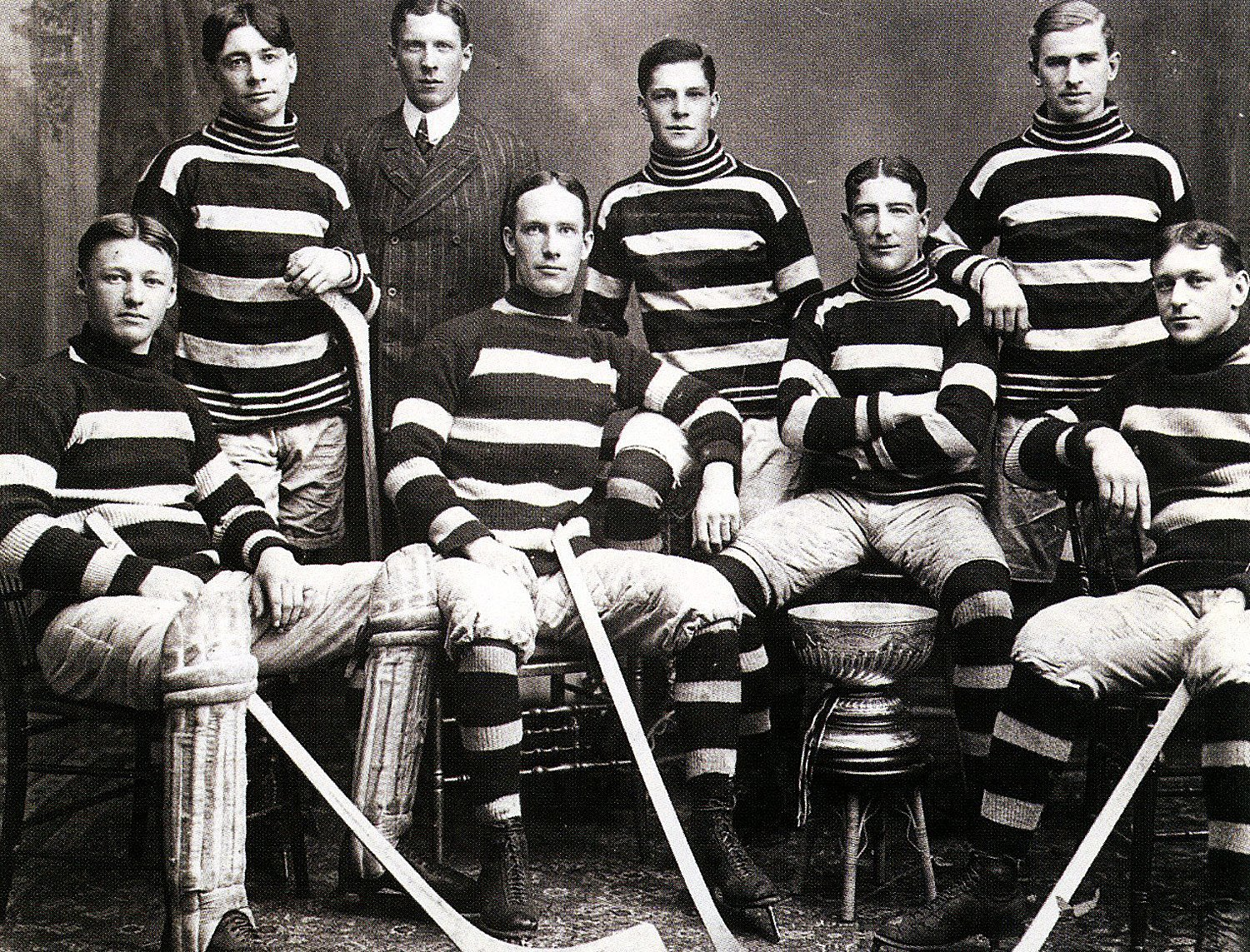
«Оттава Силвер Севен» в сезоне 1904/05 года. Фрэнк Макги — крайний справа во втором ряду

Хотя Макги отличался небольшим ростом (168 см), был самым молодым игроком оттавского клуба и слепым на один глаз, в следующие три года он зарекомендовал себя как лучший игрок команды, оставаясь также единственным постоянным игроком в её составе. В сезоне 1903/04 года «Силвер Севен» успешно отстояли своё звание сильнейшей команды Канады и обладателя Кубка Стэнли. В процессе защиты титула 14 февраля 1904 года Макги забросил пять шайб за один матч в ворота «Торонто Мальборос», что было на тот момент рекордом Кубка Стэнли. Через месяц он повторил этот результат в матче серии вызова против команды из Брандона (Манитоба). В сезоне 1904/05 года Макги всего за шесть матчей регулярного сезона забросил 17 шайб. В январе 1905 года в серии вызова «Силвер Севен» принимали в Оттаве сборную Доусона. Хотя уже первая игра серии до двух побед показала неравенство сил, закончившись со счётом 9:2 в пользу оттавского клуба, Макги забросил в этом матче только одну шайбу, и после игры один из игроков юконской команды оценил его выступление как «не впечатляющее». Ответом на это заявление стала игра Фрэнка во втором матче, 16 января 1905 года, завершившемся со счётом 23:2. За эту игру «Одноглазый Фрэнк» забросил в ворота «Доусон Сити Наггетс» 14 шайб, в том числе восемь — меньше, чем за девять минут игрового времени. Через месяц, в серии вызова против Рат-Портажа, Макги забосил победную шайбу в третьем, решающем матче, играя со сломанной кистью.
В регулярном сезоне 1905/06 года Макги провёл в ворота соперников 28 голов за семь матчей. После этого он сыграл ключевую роль в победах «Силвер Севен» в сериях вызова в феврале и марте, забросив шесть шайб в ворота сборной Университета Куинс и девять — в ворота команды Смитс-Фолс (Онтарио). Однако в конце марта 1906 года трёхлетнее господство Оттавы в Кубке Стэнли было прервано после поражения в двухматчевой серии против клуба «Монреаль Уондерерз». Серия, победитель в которой определялся по разнице шайб, окончилась со счётом 12:10 в пользу Монреаля, хотя Макги во второй игре сделал всё, чтобы этого не допустить. «Одноглазый Фрэнк» объявил об окончании игровой карьеры перед началом сезона 1906/07 года, в возрасте 23 лет. По-видимому, причиной завершения выступлений стала невозможность часто проводить выездные матчи из-за работы в департаменте по делам индейцев. К этому моменту на счету Макги было 63 гола в 22 матчах Кубка Стэнли — рекорд, который оставался непревзойдённым до 1918 года.
Рекорд Фрэнка Макги по количеству голов в одном матче плей-офф, установленный в игре с «Доусон Сити Наггетс», остаётся не побитым и не повторённым до настоящего времени. В 1945 году, с основанием Зала хоккейной славы, Макги вошёл в число первых игроков, включённых в его списки. В 1966 году он был также избран членом Зала спортивной славы Онтарио.

### Статистика выступлений
| 1902/03                 | Оттава                  | CAHL                    | 6  | 14 | — | 14 | 9  | 2  | 3  | — | 3  | — |
| 1902/03                 | Оттава                  | Кубок Стэнли            | —  | —  | — | —  | —  | 2  | 4  | — | 4  | — |
| 1903/04                 | Оттава Силвер Севенс    | CAHL                    | 4  | 12 | — | 12 | 9  | —  | —  | — | —  | — |
| 1903/04                 | Оттава Силвер Севенс    | Кубок Стэнли            | —  | —  | — | —  | —  | 8  | 21 | — | 21 | — |
| 1904/05                 | Ottawa HC               | FAHL                    | 6  | 17 | — | 17 | 14 | —  | —  | — | —  | — |
| 1904/05                 | Оттава Силвер Севенс    | Кубок Стэнли            | —  | —  | — | —  | —  | 4  | 18 | — | 18 | — |
| 1905/06                 | Оттава Силвер Севенс    | ECAHA                   | 7  | 25 | — | 25 | 18 | —  | —  | — | —  | — |
| 1905/06                 | Оттава Силвер Севенс    | Кубок Стэнли            | —  | —  | — | —  | —  | 6  | 17 | — | 17 | — |
| Итого во взрослых лигах | Итого во взрослых лигах | Итого во взрослых лигах | 23 | 68 | — | 68 | 50 | 2  | 3  | — | 3  | — |
| Итого в Кубке Стэнли    | Итого в Кубке Стэнли    | Итого в Кубке Стэнли    | —  | —  | — | —  | —  | 20 | 60 | — | 60 | — |

## Военная служба и смерть
Вскоре после начала Первой мировой войны Фрэнк Макги был призван в армию. Легенда рассказывает, что Одноглазому Фрэнку удалось пройти призывную медицинскую комиссию благодаря хитрости: после того, как врач освидетельствовал его здоровый правый глаз и попросил прочесть таблицу вторым глазом, Макги сменил не глаз, а руку, прикрыв другой рукой тот же глаз, что и перед этим. Однако в действительности в его медицинской карте правый глаз указан как здоровый, а поле для левого глаза оставлено пустым; учитывая известность Макги под прозвищем Одноглазый Фрэнк, представляется маловероятным, что ему действительно удалось бы обмануть врача.
В начале 1915 года лейтенант Фрэнсис Кларенс Макги был отправлен на Западный фронт в составе 21-го батальона 43-го личного герцога Корнуэльского стрелкового полка. В декабре того же года он был ранен в ногу в Бельгии и отправлен в Англию на лечение. По выздоровлении ему было предложено место в тыловой части в Гавре, но Макги отказался, снова попросившись на фронт. В письме старшему брату Д’арси он писал, что хочет участвовать со своим батальоном в «большом наступлении». Этим наступлением стала битва на Сомме — крупномасштабная операция войск Антанты на севере Франции. Через 12 дней после отправки письма брату, 16 сентября 1916 года, Фрэнк Макги был убит в бою у французского городка Курселетт. Его тело так и не было найдено, но его имя увековечено на одной из стел Вимийского мемориала во Франции.
За свою военную службу Фрэнсис Кларенс Макги был посмертно награждён несколькими медалями. Его брат Чарльз Эдвард Макги, служивший в Саскачеванском полку канадской пехоты, также погиб на Западном фронте (в мае 1915 года). Спортивной карьере Одноглазого Фрэнка, его военной службе и гибели посвящена биографическая книга Д. Реддика «Убить Фрэнка Макги» (англ. Killing Frank McGee).